# Zé Diogo Quintela
Zé Diogo Quintela (José Diogo de Carvalho Quintela, Lisboa, 29 de maio de 1977) é um humorista e argumentista português, membro do coletivo humorístico Gato Fedorento. Atualmente, também é empresário, sendo um dos sócios da rede de padarias/cafetarias A Padaria Portuguesa, assim como cronista no Observador, um jornal online de tendência política de direita.

## Carreira
José Diogo Quintela estudou nos Salesianos e no Liceu Pedro Nunes em Lisboa. Frequentou o curso de Comunicação Social no Instituto Superior de Ciências Sociais e Políticas (ISCSP) da Universidade Técnica de Lisboa, não concluindo a licenciatura.
Quintela participou como argumentista e actor dando vida a vários personagens em sketches lançados pela equipa do Gato Fedorento.
Ainda na sua colaboração com as Produções Fictícias desde 2000, onde foi autor, escreveu entre outros textos para o Programa da Maria (SIC), Herman Difusão Portuguesa (na RDP) e Três é uma Multidão (peça de teatro). Co-autor também de diversos textos do programa Herman SIC (SIC) e das Crónicas da D. Bitória.
Em 2006, Quintela emprestou a sua imagem à marca de bebidas portuguesa Licor Beirão.[carece de fontes?]
Em março de 2010 publicou o seu primeiro livro, "Falar é Fácil", constituído por crónicas feitas para o Jornal Público.
De agosto de 2015 a dezembro de 2018 teve uma coluna no jornal tabloide Correio da Manhã, passando dois meses mais tarde a escrever para o Observador, jornal que também conta com uma coluna de outro membro dos Gato Fedorento, Tiago Dores.

## Filmografia

### Argumentista
- "Isto é Gozar com Quem Trabalha" (2020–presente) TV
- "Gente que não sabe estar" (2019) TV
- "Isto é Tudo Muito Bonito, Mas..." (2015) TV
- "Gato Fedorento: Esmiúça os Sufrágios" (2009) TV
- "Gato Fedorento: Zé Carlos" (2008) TV
- "Gato Fedorento: Diz que é uma Espécie de Magazine (Série II)" (2007) TV
- "Gato Fedorento: Diz que é uma Espécie de Magazine(Série I)" (12 episódios, 2006-2007) TV
- "Gato Fedorento: Série Lopes da Silva" (13 episódios, 2006) TV
- "Gato Fedorento: Série Barbosa" (2005) TV
- "Gato Fedorento: Série Meireles" (2004) TV
- "As Boas Entradas" (2003) TV
- "Gato Fedorento: Série Fonseca" (2003) TV
- "Programa da Maria" (2001) séries de TV

### Argumentista, actor e próprio
- "Isto é Tudo Muito Bonito, Mas..." (2015) TVI
- "Portugal tem Talento" (2011) SIC
- "Fora da Box" (2011) MEO
- "Gato Fedorento: Esmiúça os Sufrágios" (2009) SIC
- "Gato Fedorento: Zé Carlos" (2008) SIC
- "Os Incorrigíveis - PF TV" (2007)
- "Gato Fedorento: Diz que é uma Espécie de Réveillon - Passagem de ano 1984-1985" (31/12/2007)
- "Gato Fedorento: Diz que é uma Espécie de Magazine (Série II)" (2007) RTP
- "Gato Fedorento: Diz que é uma Espécie de Magazine (Série I)" (2006-2007) RTP
- "Gato Fedorento: Série Lopes da Silva" (2006) RTP
- "Gato Fedorento: Série Barbosa" (2005) SIC Radical
- "Gato Fedorento: Série Meireles" (2004) SIC Radical
- "Gato Fedorento: Série Fonseca" (2003) SIC Radical
- Próprio - filmografia TV (2000s) (1990s)
- "Os Grandes Portugueses" (2007) RTP
- "Dança Comigo" .... (3 episódios)TV (2006) RTP
  - Episódio #1.17 (2006)
  - Episódio #1.15 (2006)
  - Episódio #1.14 (2006)
- "Herman SIC" (2 episódios, 2004 e 2006) SIC
  - Episódio de 19 de Março de 2006 (2006)
  - Episódio de 31 de Outubro de 2004 (2004)
- "Levanta-te E Ri" (2003) SIC
- "Paraíso Filmes" (2000) RTP
- "Curto Circuito" (1999) CNL